# پوهه‌رانتا
پُوهَه‌رانْتا (به فنلاندی: Pyhäranta) یک منطقهٔ مسکونی در فنلاند است که در جنوب غرب فنلاند واقع شده‌است.